# IIHF Under 20 Challenge Cup of Asia
La Challenge Cup of Asia Under 20 (ufficialmente: IIHF Under 20 Challenge Cup of Asia) è stato un torneo per nazionali di hockey su ghiaccio asiatiche composte da giocatori di età inferiore ai 20 anni, che si svolge annualmente dal 2012, anno in cui, assieme al torneo Under 18, ha sostituito il torneo per squadre universitarie, che dal 2010 affiancava il torneo maschile maggiore, l'IIHF Challenge Cup of Asia.
A differenza del torneo maggiore, vi potevano prendere parte anche nazionali inserite nei tornei maggiori IIHF.
Dopo tre edizioni è stato sospeso; l'edizione 2018, disputata in realtà nel dicembre 2017, ha visto la rinascita del torneo, che dall'edizione successiva è stato suddiviso in una Top division per le migliori 4 squadre ed una Division I per le altre compagini.
Nel 2020 i due tornei si sarebbero dovuti svolgere entrambi a Bangkok, ma sono stati cancellati a causa della pandemia di COVID-19.

## Albo d'oro

### Top division
| Anno | Primo posto   | Secondo posto | Terzo posto         | Partecipanti | Paese ospitante          |
| ---- | ------------- | ------------- | ------------------- | ------------ | ------------------------ |
| 2012 | MHL Red Stars | Giappone      | Corea del Sud       | 5            | Seul, Corea del Sud      |
| 2013 | Giappone      | MHL Red Stars | Corea del Sud       | 3            | Chabarovsk, Russia       |
| 2014 | MHL Red Stars | Kazakistan    | Giappone            | 4            | Južno-Sachalinsk, Russia |
| 2018 | Malaysia      | Kirghizistan  | Emirati Arabi Uniti | 5            | Kuala Lumpur, Malaysia   |
| 2019 | Malaysia      | Kirghizistan  | Filippine           | 4            | Kuala Lumpur, Malaysia   |

### I divisione
| Anno | Primo posto | Secondo posto | Terzo posto | Partecipanti | Paese ospitante        |
| ---- | ----------- | ------------- | ----------- | ------------ | ---------------------- |
| 2019 | Thailandia  | Mongolia      | Indonesia   | 4            | Kuala Lumpur, Malaysia |